# Elmer Wachtel
Pour les articles homonymes, voir Wachtel.
Elmer Wachtel, né le 21 janvier 1864 à Baltimore dans l'état du Maryland aux États-Unis et décédé le 31 août 1929 à Guadalajara dans l'état de Jalisco au Mexique, est un peintre impressionniste américain, connu pour ces peintures de paysage de la région de la Californie.

## Biographie
Elmer Wachtel naît à Baltimore dans l'état du Maryland en 1864. En 1882, il rejoint son frère à San Gabriel en Californie. Sur place, il travaille comme ouvrier dans un ranch, comme commis dans un magasin de meubles et comme violoniste pour l'orchestre philharmonique de Los Angeles, tout en économisant de l'argent pour suivre des cours de peinture. En 1900, il fréquente brièvement l'Art Students League of New York avec pour professeur le peintre William Merritt Chase, puis effectue un court voyage en Europe ou il étudie à la Lambeth School of Art de Londres.
De retour aux États-Unis, il revient en Californie ou il travaille comme peintre et professeur dans la région de Los Angeles. Il rencontre la peintre Marion Kavanaugh en 1903, et l'épouse l'année suivante. Le couple s'installe dans la zone de l'Arroyo Seco (en) à proximité de Pasadena dans le comté de Los Angeles. En compagnie de sa femme, il peint alors les paysages de la région et du Sud-Ouest des États-Unis. En 1908, le couple séjourne dans les déserts arides de l'Arizona et du Nouveau-Mexique et peint les villages historiques des pueblos au sein des réserves indiennes des Hopis et des Navajos. 
Il décède en 1929 à Guadalajara au Mexique lors d'un voyage d'études.
Ces œuvres sont notamment visibles ou conservées au Smithsonian American Art Museum de Washington, à l'Irvine Museum d'Irvine, au Laguna Art Museum (en) de Laguna Beach et au Crocker Art Museum de Sacramento.

## Œuvres

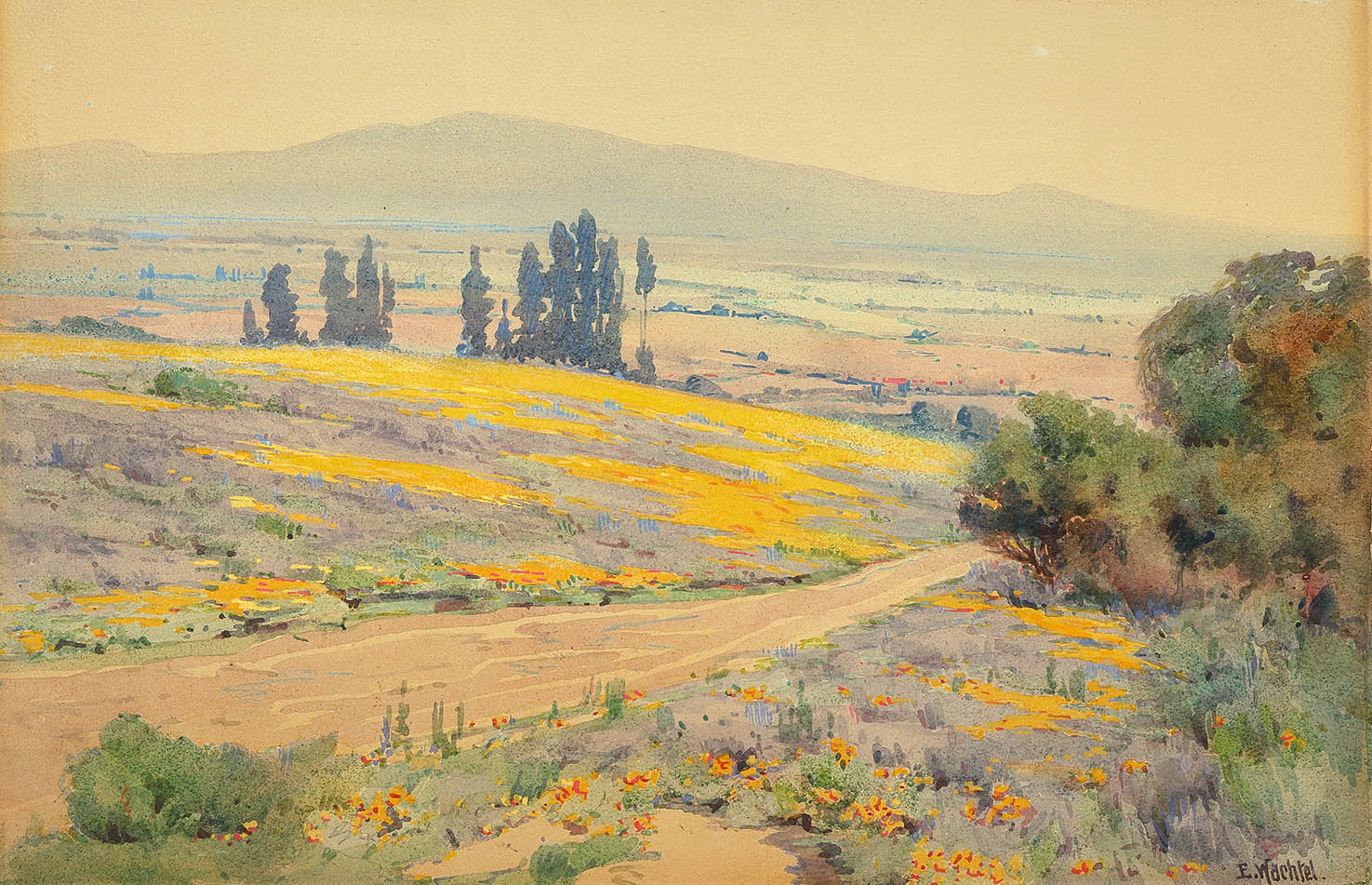
California Spring Landscape, vers 1920, Smithsonian American Art Museum